# Caecilia disossea
Caecilia disossea Taylor, 1968 è un anfibio della famiglia Caeciliidae.

## Distribuzione e habitat
La specie è endemica in Ecuador e in Perù, dove occupa vari habitat umidi, tropicali o subtropicali.